# Jurij Aleksandrovič Golovkin
Il conte Jurij Aleksandrovič Golovkin (in russo Юрий Александрович Головкин?; Losanna, 4 dicembre 1762 – 21 gennaio 1846) è stato un nobile e politico russo.

## Biografia
Era il figlio del conte Aleksandr Aleksandrovič Golovkin (1732-1781), e di sua moglie, la baronessa Wilhelmina-Justina von Mosheim (?-1824). Suo padre era un nipote del cancelliere di Pietro I, Gavriil Ivanovič Golovkin. Suo nonno, il conte Aleksandr Gavrilovič, fu ambasciatore a L'Aia.
Tra i suoi antenati vi erano membri dell'aristocrazia irlandesi: conti di Clancarty, Conti di Kildare, Conti di Cork.
Dopo la morte del padre, sua madre si risposò con Jean-Louis-Paul-François, V duca de Noailles.

## Carriera
Nel 1781, dopo la morte del padre, Caterina II riuscì ad attirare Jurij Aleksandrovič e i suoi cugini nell'esercito russo. Entrò nel Reggimento Preobraženskij: il 6 agosto 1782 venne promosso a guardiamarina e nel 1784 divenne Lord of the Bedchamber.
Nel 1787 accompagnò Caterina II nel suo viaggio verso la Crimea. Nel mese di agosto 1792 è stato concesso il rango di ciambellano. Nel dicembre 1796 l'imperatore Paolo I lo nominò senatore e, allo stesso tempo, consigliere segreto. Alessandro I lo nominò presidente del Collegio del Commercio e conte Maresciallo (1800-1820). Il 17 febbraio 1805 è stato nominato ambasciatore straordinario in Cina, con lo scopo di stabilire forti relazioni commerciali tra Russia e Cina.
La sua missione non ebbe successo tanto che Golovkin visse, fino al dicembre 1806, a Irkutsk.
Fino al 1816 visse all'estero. Il 19 dicembre 1834 divenne membro Onorario dell'Accademia Imperiale delle scienze. 

## Matrimonio
Sposò nel 1784 Ekaterina L'vovna Naryškina (1762-1820), figlia di Lev Aleksandrovič Naryškin, favorito dell'imperatrice Caterina II. I suoi genitori, specialmente la madre, Marija Osipovna Zakrevskaja, erano contro il matrimonio della figlia con Golovkin, in quanto non apparteneva al loro stato sociale. Ebbero una figlia:
- Natal'ja Jur'evna (1787-1860), sposò il principe Aleksandr Nikolaevič Saltykov, ebbero sei figli.

## Morte
Morì il 21 gennaio 1846, all'età di 83 anni, e fu sepolto nella sua tenuta nel quartiere Romenskij.